# Elaeocarpus serratus
Espèce
Classification phylogénétique

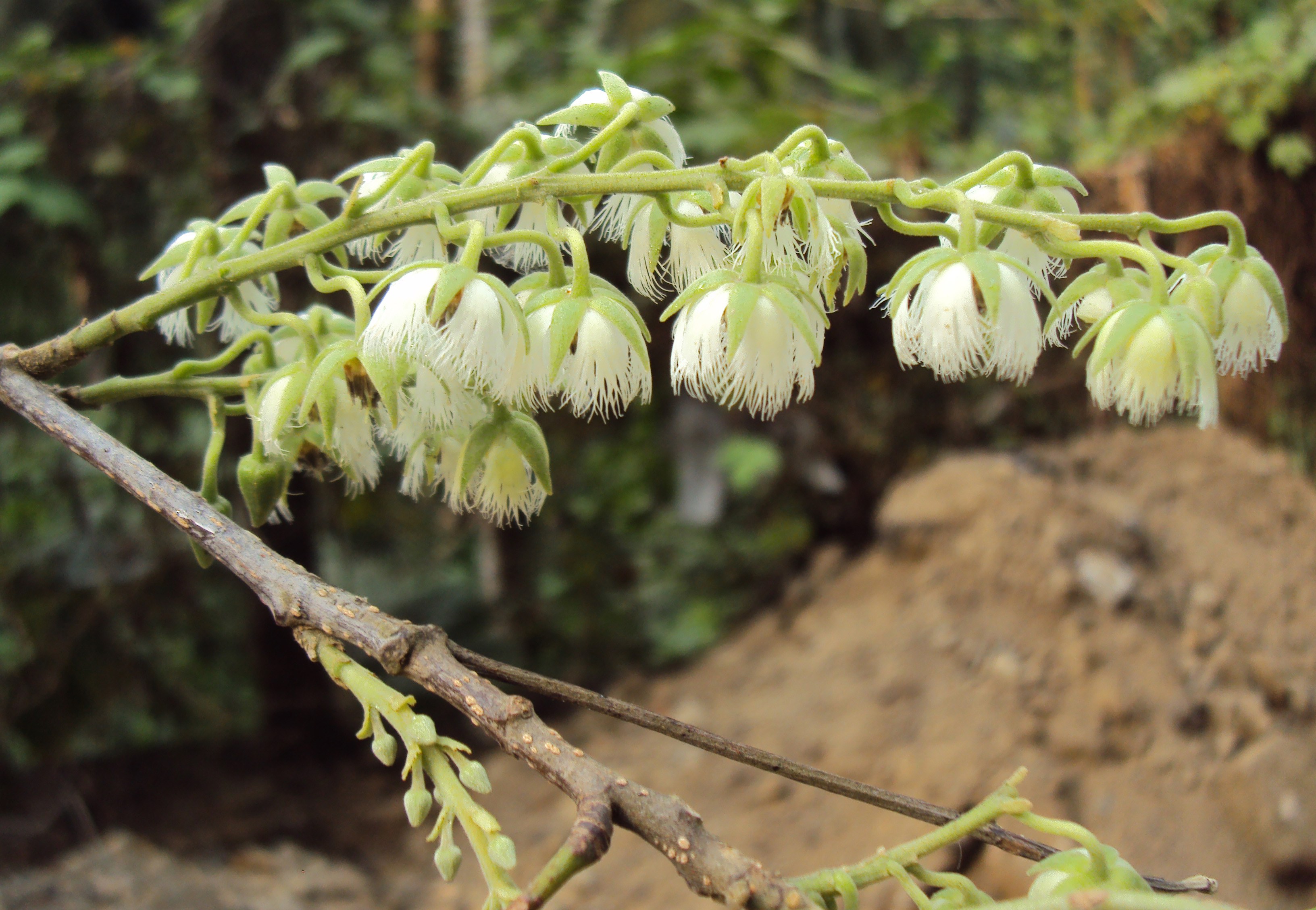
Fleurs.

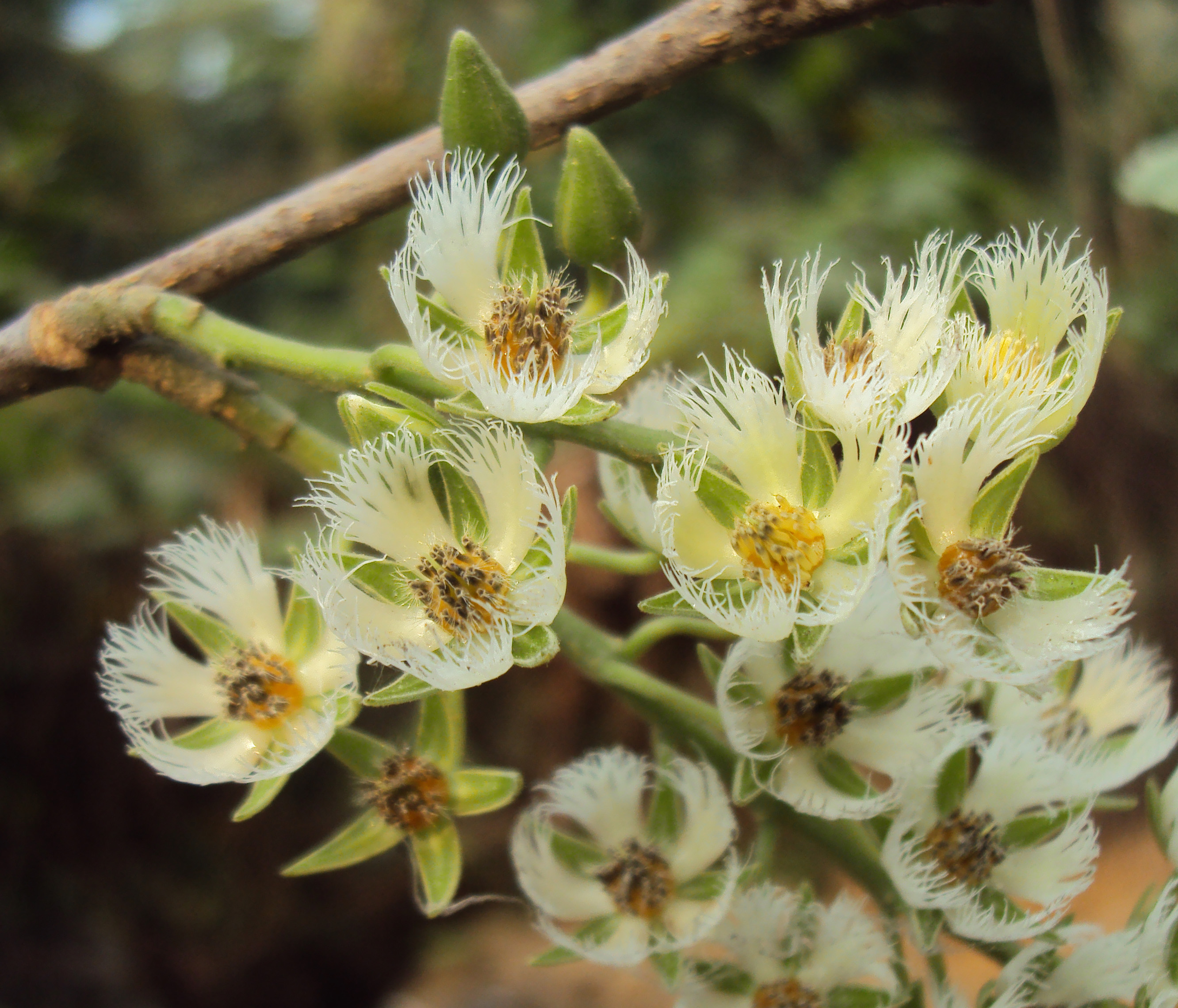
Détail des fleurs.

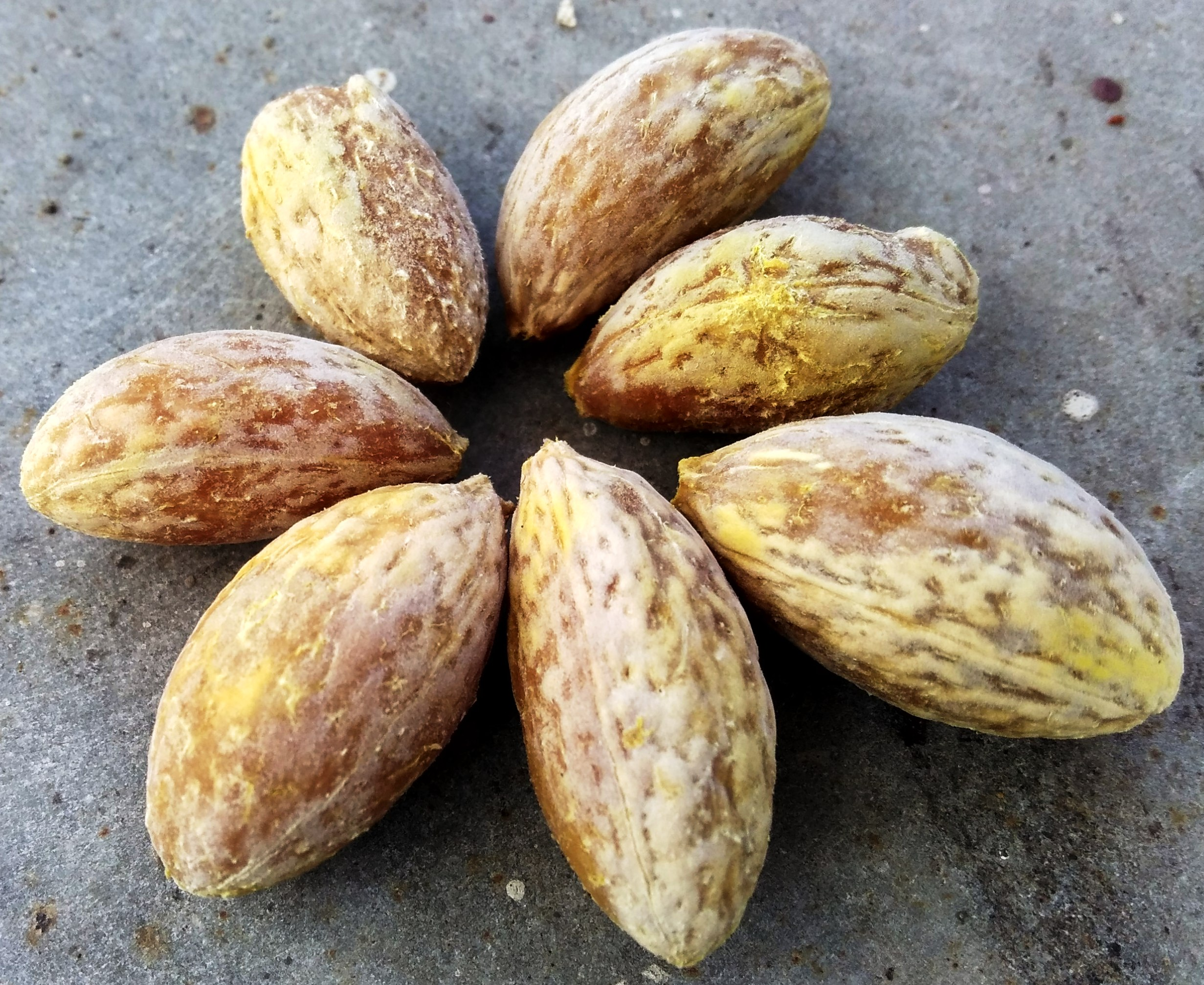
Graines d'olive de Ceylan (Elaeocarpus serratus).

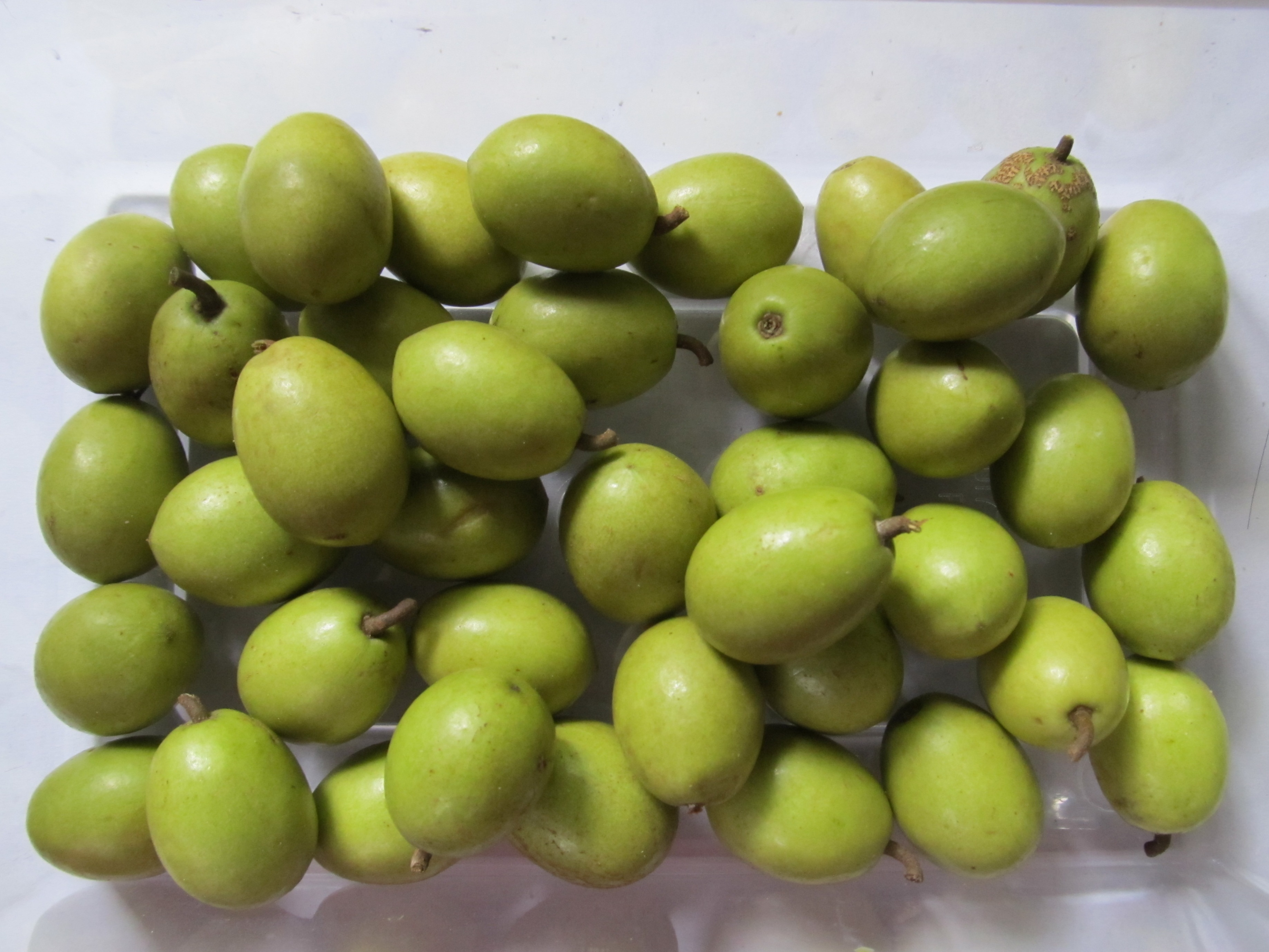
Des fruits.

Elaeocarpus serratus, aussi appelé olivier de Ceylan, est une espèce de plantes à fleurs de la famille des Elaeocarpaceae.
C'est un arbre tropical de taille moyenne à grande, aux fleurs blanches originaire d'Asie.
Sa répartition est discontinue, l'espèce étant présente au Sri Lanka et dans le sud de l'Inde, ainsi qu'en Assam, au Bangladesh et dans d'autres régions du nord du sous-continent indien.
Le fruit est couramment consommé et la plante est couramment utilisée à des fins ornementales, religieuses et médicinales traditionnelles.
Il existe des documents historiques sur l’utilisation de la plante en médecine traditionnelle. Paradoxurus jerdoni (la civette de palmier brune) consomme des parties de l'arbre.

## Variété
L'espèce a une variété acceptée, Elaeocarpus serratus var. weibelii.

## Description
L'olivier de Ceylan est un arbre à feuilles persistantes de taille moyenne à grande avec une large couronne étalée, atteignant 15 à 60 m de hauteur. Les fleurs ont un pétiole vert pâle, 5 calices blancs à vert olive pâle, un sépale de 4 à 6 mm de long, 5 corolles blanches, des pétales de 4 à 5 mm de long, une anthère légèrement noire, 18 à 30 étamines. Les fleurs atteignent leur taille maximale en fin d'après-midi et sont donc probablement adaptées aux pollinisateurs nocturnes, c'est-à-dire les papillons nocturnes. Il porte des fruits verts ovoïdes et lisses d'une taille d'environ 2,5 cm de longueur. Les variétés exploitées sont des cultivars locaux (fruits ronds et ovales). Il contient une graine brune à l'intérieur du fruit. La graine a une enveloppe extérieure dure. Les graines germent lentement et peuvent prendre jusqu'à 2 ans. Le bois est jaune blanchâtre.
L'espèce a une répartition discontinue, elle est originaire d'une région du sud et du sud-ouest de l'Inde et du Sri Lanka, ainsi que d'une région allant de l'Assam, au nord-est de l'Inde, jusqu'au Bangladesh. Les pays et régions dans lesquels il est indigène sont : Sri Lanka ; Inde (Tamil Nadu, Karnataka, Kerala, Assam, Arunachal Pradesh) ; Bangladesh. Il a été introduit/ naturalisé à la Réunion et à Maurice. Il est également largement présent dans les villages du Bengale occidental.

## Habitat et écologie
L'olivier de Ceylan est originaire de la réserve forestière de Sinharaja, au Sri Lanka, et se trouve dans diverses zones protégées de l'Assam, notamment le parc national de Nameri, le parc national de Dibru-Saikhowa, la réserve de tigres de Pakke (en) et le sanctuaire de Hoollongapar Gibbon.
La civette palmiste de jerdon (Paradoxurus jerdoni) consomme des parties de la plante.
La population en Inde diminue rapidement, en partie à cause de la surexploitation de la plante (en particulier pour les graines) et en partie à cause de la destruction de son habitat. Il est cité comme vulnérable dans l’Arunachal Pradesh et l’Assam.

## Noms vernaculaires
- veralu (වෙරළු) (Singhalais)[4]
- veralikkai (Tamoul)[4]
- kaarakka, kaara (Malayalam)[4]
- belfoi(ꠛꠦꠟꠚꠁ) (Sylheti, Bangladesh)[4]
- jalpai (জলপাই) (Bengali)[4]
- okhi-siming (Karbi, Assam)[7]
- zolphai (জলফাই) (Assamais)[4]
- chorphon (Meitei, Manipur)[4]
- rudraksh (Inde)[8]
- bead tree (Inde)[8]
- Ceylon-olive (Anglais)[9],[4]

## Les usages
L'olivier de Ceylan est utilisé comme plante ornementale et ses fruits sont consommés.
Le fruit de bien connu au Sri Lanka. Les olives de Ceylan marinées sont consommées comme aliment de rue populaire dans le pays. Il est également utilisé dans le cadre de traitements médicaux indigènes et dans la cuisine locale.
L'utilisation de la plante est historiquement enregistrée en Inde, le fruit étant censé éloigner les mauvais esprits et les présages. Dans la médecine populaire récente, diverses parties de la plante ont été utilisées pour traiter une grande variété de maladies.
Les habitants de la municipalité Mai (en), à l'extrême-est du Népal, utilisent la plante dans le cadre de la médecine traditionnelle et de cérémonies religieuses. Le jus de l'écorce est bu pour traiter la jaunisse, tandis qu'une pâte de graine est consommée pour traiter la pneumonie et l'ulcère.
Le peuple Karbi du district de Karbi Anglong, récolte des fruits mûrs et non mûrs d'août à octobre, le fruit mûr est transformé en pickles, le goût du fruit est aigre.
Les fruits sont riches en amidon et en sucre et contiennent de faibles quantités de protéines et de fer. Il peut aider à traiter la diarrhée en raison de son effet constipant.

## Histoire
Le fondateur de la nomenclature biologique moderne, le Suédois Carl von Linné (1707-78), a nommé l'espèce en 1753 dans son ouvrage Species plantarum. La variété weibelii a été nommée par la taxonomiste Sue Zmarzty (née en 1959) en 2001, publiant la description dans le Kew Bulletin.

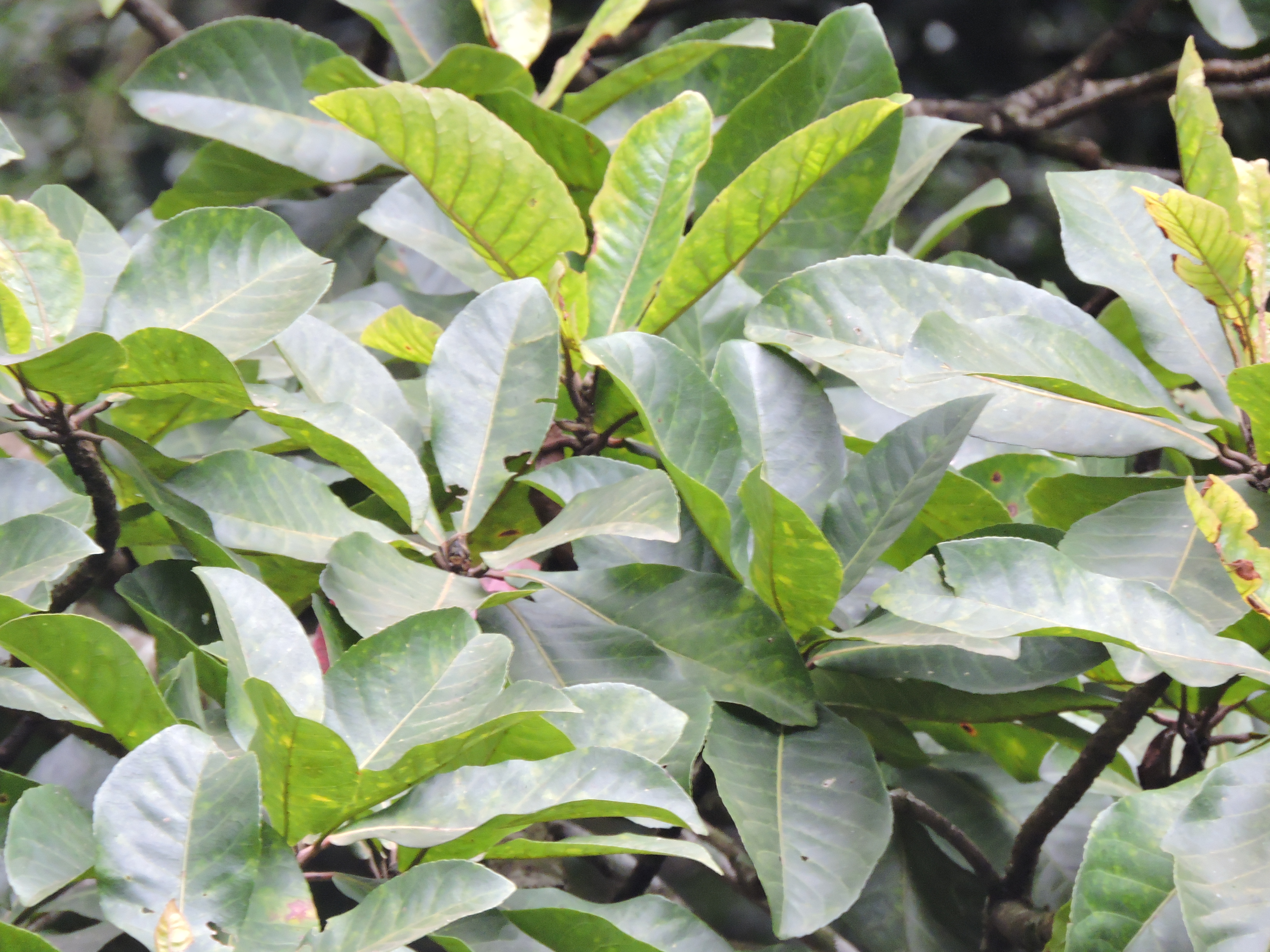
Feuilles en canopée